# Barberton, Washington
Barberton är en så kallad census-designated place i Clark County i delstaten Washington. Vid 2010 års folkräkning hade Barberton 5 661 invånare.